# Шорсу
Шорсу (Шур-Су; узб. Shoʻrsuv/Шўрсув) — посёлок городского типа в Узбекистанском районе Ферганской области, Узбекистан. Посёлок расположен в 26 км от железнодорожной станции Яйпан (на линии Коканд — Канибадам).

## Рудник
В начале XX века вблизи аула Шорсу была обнаружены залежи самородной серы и других полезных ископаемых (гипс, квасцы, колчедан, целестин и другие).
Ввиду высокой потребности Красной Армии в боеприпасах Постановлением Президиума ВСНХ от 19 декабря 1930 года решено «включить строительство серных предприятий в число ударных первоочередных строек». В посёлок были направлены строители и началась промышленная разработка серы шахтным способом, а затем открытым. К 1930 году производство серы было доведено до 4 тысяч тонн в год с обогащением комбинированным методом.
Рудник получил статус посёлка городского типа в 1934 году.
В 1984 году ветеранам рудника была вручена памятная медаль «50 лет руднику Шорсу».
В настоящее время добыча минералов не ведётся, карьер рудника затоплен талой водой, образовав искусственное озеро.

## Нефтепродукты
В окрестностях посёлка были обнаружены месторождения нефти и озокерита. 
В 1915 году нефтяное месторождение называлось Шур-су или Карым-дуванское.

## Население
| 1959 | 1970 | 1979 | 1989 |
| ---- | ---- | ---- | ---- |
| 2523 | 1621 | 1343 | 2332 |